# Джейн Дарвелл
Джейн Дарвелл (англ. Jane Darwell, урождённая Пэтти Вудард (англ. Patti Woodard, 15 октября 1879 — 13 августа 1967) — американская актриса, обладательница премии «Оскар» (1941).

## Биография
Джейн Дарвелл в юности мечтала стать цирковой артисткой, но этому воспротивился её отец, но всё же страсть к выступлениям не утихала, и она решила заняться актёрской карьерой.
Играть на сцене она начала в театрах Чикаго, а её дебют в кино состоялся в 1913 году. В последующие два года актриса полностью посвятила себя кино, снявшись более чем в двадцати фильмах, но после этого вновь вернулась в театр. Спустя 15 лет театральной карьеры Джейн Дарвелл снова появилась в Голливуде в фильме «Том Сойер», начав тем самым второй этап своей кинокарьеры. В кино ей обычно доставались роли домохозяек, матерей главных героев, пожилых тётушек и бабушек.
В 1941 году Джейн Дарвелл стала обладательницей премии «Оскар» как «лучшая актриса второго плана» за роль мамы Джоад в фильме «Гроздья гнева». В общей сложности за всю свою карьеру актриса снялась более чем в 180 фильмах, среди которых «Унесённые ветром» (1939), «Дьявол и Дэниэл Уэбстер» (1941), «Моя дорогая Клементина» (1946), «Фургонщик» (1950), «В клетке» (1950) и многие другие. Её последней ролью стала старая женщина, кормящая птиц в диснеевском фильме «Мэри Поппинс» (1964).
За свой вклад в киноиндустрию США Джейн Дарвелл удостоена звезды на голливудской «Аллее славы».
Джейн Дарвелл умерла от инфаркта 13 августа 1967 года в пригороде Лос-Анджелеса в возрасте 87 лет и была похоронена на мемориальном кладбище в Глендейле, Калифорния.

## Избранная фильмография
| Год  |   | Русское название                 | Оригинальное название        | Роль                      |
| ---- | - | -------------------------------- | ---------------------------- | ------------------------- |
| 1930 | ф | Том Сойер                        | Tom Sawyer                   | вдова Дуглас              |
| 1931 | ф | Гекльберри Финн                  | Huckleberry Finn             | вдова Дуглас              |
| 1933 | ф | Серенада трёх сердец             | Design for Living            | экономка Кёртиса          |
| 1939 | ф | Джесси Джеймс. Герой вне времени | Jesse James                  | миссис Сэмюелс            |
| 1939 | ф | Унесённые ветром                 | Gone with the Wind           | миссис Долли Мэрриуэзер   |
| 1940 | ф | Гроздья гнева                    | The Grapes of Wrath          | ма Джоуд                  |
| 1941 | ф | Дьявол и Дэниел Уэбстер          | The Devil and Daniel Webster | ма Стоун                  |
| 1941 | ф | На протяжении всей ночи          | All Through the Night        | миссис Донахью            |
| 1942 | ф | Молодые американцы               | Young America                | бабушка Нора Кэмпбелл     |
| 1943 | ф | Случай в Окс-Боу                 | The Ox-Bow Incident          | Дженни Грир               |
| 1943 | ф | Нежный товарищ                   | Tender Comrade               | миссис Хэндерсон          |
| 1943 | ф | Солдатский клуб                  | Stage Door Canteen           | в роли самой себя         |
| 1946 | ф | Моя дорогая Клементина           | My Darling Clementine        | Кейт Нельсон              |
| 1948 | ф | Поезд в Алькатрас                | Train to Alcatraz            | тётя Элла                 |
| 1948 | ф | Три крёстных отца                | 3 Godfathers                 | мисс Флори                |
| 1950 | ф | Фургонщик                        | Wagon Master                 | сестра Ледьярд            |
| 1950 | ф | В клетке                         | Caged                        | надзирательница           |
| 1952 | ф | Мы не женаты!                    | We’re Not Married!           | миссис Буш                |
| 1953 | ф | Двоеженец                        | The Bigamist                 | миссис Коннелли           |
| 1956 | ф | Девочки в тюрьме                 | Girls in Prison              | надзирательница Джеймисон |
| 1964 | ф | Мэри Поппинс                     | Mary Poppins                 | птичница                  |

## Награды
- 1941 — Премия «Оскар» за лучшую женскую роль второго плана («Гроздья гнева»)